# Itame grisearia
Itame grisearia là một loài bướm đêm trong họ Geometridae.